# Черкашенко Данило Володимирович
Данило Володимирович Черкашенко (нар. 24 липня 1997) — український футболіст, нападник херсонського «Кристалу».

## Життєпис
Вихованець київського РВУФК, в якому навчався до 2014 року. З 2016 по 2017 рік виступав на аматорському рівні у складі відродженої сімферопольської «Таврії».
У серпні 2017 року перейшов до оновленого «Кристалу», який виступав в аматорському чемпіонаті України. На початку липня 2018 року клуб отримав професіональний статус і підписав з Данилом контракт. На професіональному рівні дебютував у футболці херсонського клубу 22 липня 2018 року в переможному (1:0) домашньому поєдинку 1-го туру групи Б Другої ліги проти «Миколаєва-2». Черкашенко вийшов на поле в стартовому складі, а на 61-й хвилині його замінив Антон Брижчук. На початку липня 2019 року продовжив угоду з клубом.